# 65241 Seeley
65241 Seeley este un asteroid din centura principală de asteroizi.

## Descriere
65241 Seeley este un asteroid din centura principală de asteroizi. A fost descoperit pe 9 martie 2002 în cadrul proiectului CSS. Asteroidul prezintă o orbită caracterizată de o semiaxă mare de 2,57 ua, o excentricitate de 0,18 și o înclinație de 8,4° în raport cu ecliptica.